# 6880 Hayamiyu
6880 Hayamiyu eller 1994 TG15 är en asteroid i huvudbältet som upptäcktes den 13 oktober 1994 av den japanska astronomen Satoru Otomo i Kiyosato. Den är uppkallad efter den japanska artisten Yū Hayami.
Asteroiden har en diameter på ungefär 9 kilometer.